# Айткулов, Салим Нигматович
Сали́м Нигма́тович Айтку́лов (тат. Сәлим Нигъмәт улы Айткулов; 28 декабря 1912 [10 января 1913] — 24 апреля 1975) — участник Великой Отечественной войны, Герой Советского Союза (1943), гвардии лейтенант.

## Биография
Родился 28 декабря 1912 года (10 января 1913) в посёлке Мухорский ныне Мукыр Жангалинского района Западно-Казахстанской области Казахстана в крестьянской семье. Татарин. Отец Салима погиб на фронтах Гражданской войны. До 1927 года воспитывался в семье дяди Карима, затем в детском доме N 2 городa Уральска (Казахстан). Окончив 9 классов, в 1930 году поступил в Уральский сельскохозяйственный техникум, но учёбу не закончил из-за болезни. С 1932 года работал бухгалтером в обкоме профсоюзов госучреждений.
В Красной Армии с июля 1941 года. С 1941 года на фронте. Член ВКП(б)/КПСС с 1943 года.
Автоматчик роты автоматчиков 231-го гвардейского стрелкового полка 75-й гвардейской стрелковой дивизии 30-го стрелкового корпуса 60-й армии Центрального фронта, гвардии ефрейтор С. А. Айткулов отличился при форсировании реки Днепр севернее Киева, в боях при захвате и удержании плацдарма в районе сел Глебовка и Ясногородка (Вышгородский район Киевской области) на правом берегу Днепра осенью 1943 года. В наградном листе командир 231-го гв. стрелкового полка 75-й гвардейской стрелковой дивизии гв. подполковник Маковецкий Ф. Е. написал
 :

В боях за дер. Ясногородка на западном берегу р. Днепра Айткулов неоднократно по собственному желанию ходил в разведку в тыл врага, доставляя ценные сведения о численном составе противника и его огневых средствах.
29 сентября 1943 года, когда противник предпринял наступление на участке полка, сосредоточив на узком фронте крупные силы, Айткулов, узнав, что ранен командир взвода, смело взял на себя командование взводом и, прикрывая правый фланг полка, где особенно были ожесточенными атаки противника, со своим взводом 4 раза ходил в атаку и в течение дня отбил 9 контратак противника, прочно удержав занимаемый рубеж и не пропустил вражескую пехоту в стык между полками. При отражении 9 контратак взвод под командованием Айткулова уничтожил до двух взводов вражеской пехоты.

5 октября 1943 года находясь на левом фланге полка и прикрывая наступление стрелковых подразделений Айткулов, продолжая командовать взводом, в течение дня отразил три контрнаступления крупных сил противника, пытавшегося ударом во фланг и тыл сорвать наступление нашего полка. В этом бою Айткулов был ранен, но не оставил поля боя, продолжая командовать взводом. Будучи вторично тяжело ранен и находясь на поле боя, Айткулов заметил, что к нему приближается группа немецких солдат с целью пленить его. Собрав остаток своих сил и готовый пожертвовать собой, подпустил гитлеровцев вплотную к себе и двумя гранатами уничтожил 4-х фашистов, обратив остальных в бегство. Благодаря случайности Айткулов остался жив, но получил ещё несколько ранений от брошенных в гитлеровцев своих гранат и был в тяжелом состоянии вынесен с поля боя, отдав все свои силы для удержания обороняемого рубежа.
Указом Президиума Верховного Совета СССР от 17 октября 1943 года за успешное форсирование реки Днепр севернее Киева, прочное закрепление плацдарма на западном берегу реки Днепр и проявленные при этом мужество и геройство гвардии ефрейтору Айткулову Салиму Нигматовичу присвоено звание Героя Советского Союза с вручением ордена Ленина и медали «Золотая Звезда» .
Орден Ленина и медаль «Золотая Звезда» отважному гвардии ефрейтору вручил в Кремле М. И. Калинин, уже после того, как воин вышел из госпиталя. Айткулов С. Н. был направлен на учёбу в Одесское пехотное училище, получил звание младший лейтенант. Воинскую службу продолжил в должности командира взвода 213-й отдельной разведывательной роты 318-й горнострелковая дивизии. С 1946 года — в запасе. Жил в городе Уральске. Работал заместителем по кадрам председателя правления Западно-Казахстанского Облпотребсоюза. В декабре 1947 года избран секретарём Приреченского райкома ВКП(б). По истечении срока полномочий в марте 1949 года вернулся на прежнюю должность в Облпотребсоюз.  В 1950 году окончил шестимесячные курсы переподготовки руководящих работников. С июня 1957 года начальник организационного отдела Западно-Казахстанского облпотребсоюза Казахской ССР. Также на протяжении многих лет возглавлял первичную партийную организацию Облпотребсоюза, был членом Президиума обкома профсоюзов работников торговли и потребкооперации.
Скончался 24 апреля 1975 года. Похоронен в Уральске (Западно-Казахстанская область, Казахстан).

## Награды
- Медаль «Золотая Звезда» № 1683 Героя Советского Союза (17 октября 1943 года)
- Орден Ленина
- Медаль «За отвагу» (31.08.1943)[6]
- Медали

## Память
- В учебном центре Сухопутных войск Вооруженных сил Украины «Десна» установлен бюст Героя.
- В Жангалинском районе, на Родине Героя, 9 мая 2012 года открыт бюст Салима Айткулова.